# Farooqnagar
Farooqnagar és una ciutat de cens al districte de Mahbubnagar a l'estat d'Andhra Pradesh, Índia. Segons el cens del 2001 la seva població era de 34.558 habitants (52% homes i 48% dones, i dels que el 14% estava per sota dels 6 anys).